# 加賀藩

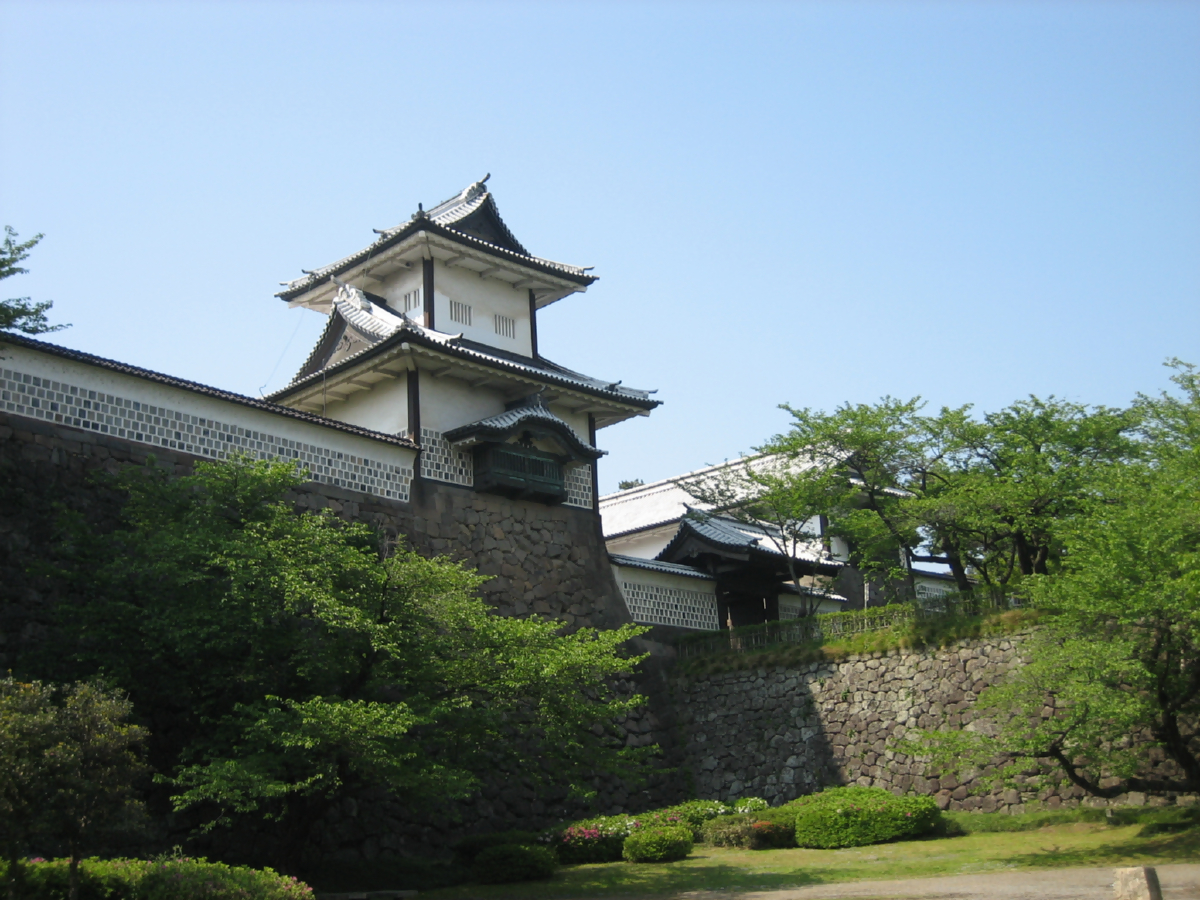
金沢城石川門（重文）

加賀藩（かがはん）は、江戸時代に加賀、能登、越中（現在の石川県・富山県）の3国の大半を領地とした藩。藩祖・前田利家の妻である芳春院（まつ）の死後、芳春院の化粧料（婦女に対して生活補助として与えられた領地〈石高〉）だった近江弘川村（現在の滋賀県高島市今津町）を飛び地として加える。

## 概要
加賀国石川郡にある金沢城（金沢市）に居城。明治2年（1869年）の版籍奉還後には藩名を金沢藩と定められた。
藩主の前田家は外様大名ではあるが徳川将軍家との姻戚関係が強く、準御家門として松平姓と葵紋が下賜された。3代・光高以降の藩主は将軍の偏諱を拝領した。また、大名中最大の102万5000石を領した。
極官も従三位参議と他の大名とは別格で公卿となったのは徳川一門以外では前田のみ、また伺候席も徳川御三家や越前松平家などの御家門が詰める大廊下である（他の外様の国持大名は大広間）など御三家に準ずる待遇であった他、一国一城令が布告された後に小松城の再築が許されて「一国二城」となる、将軍家にとっては陪臣である加賀八家（後述）にも武家官位が与えられるなど、他の外様大名とは別格の扱いであった。

## 藩史

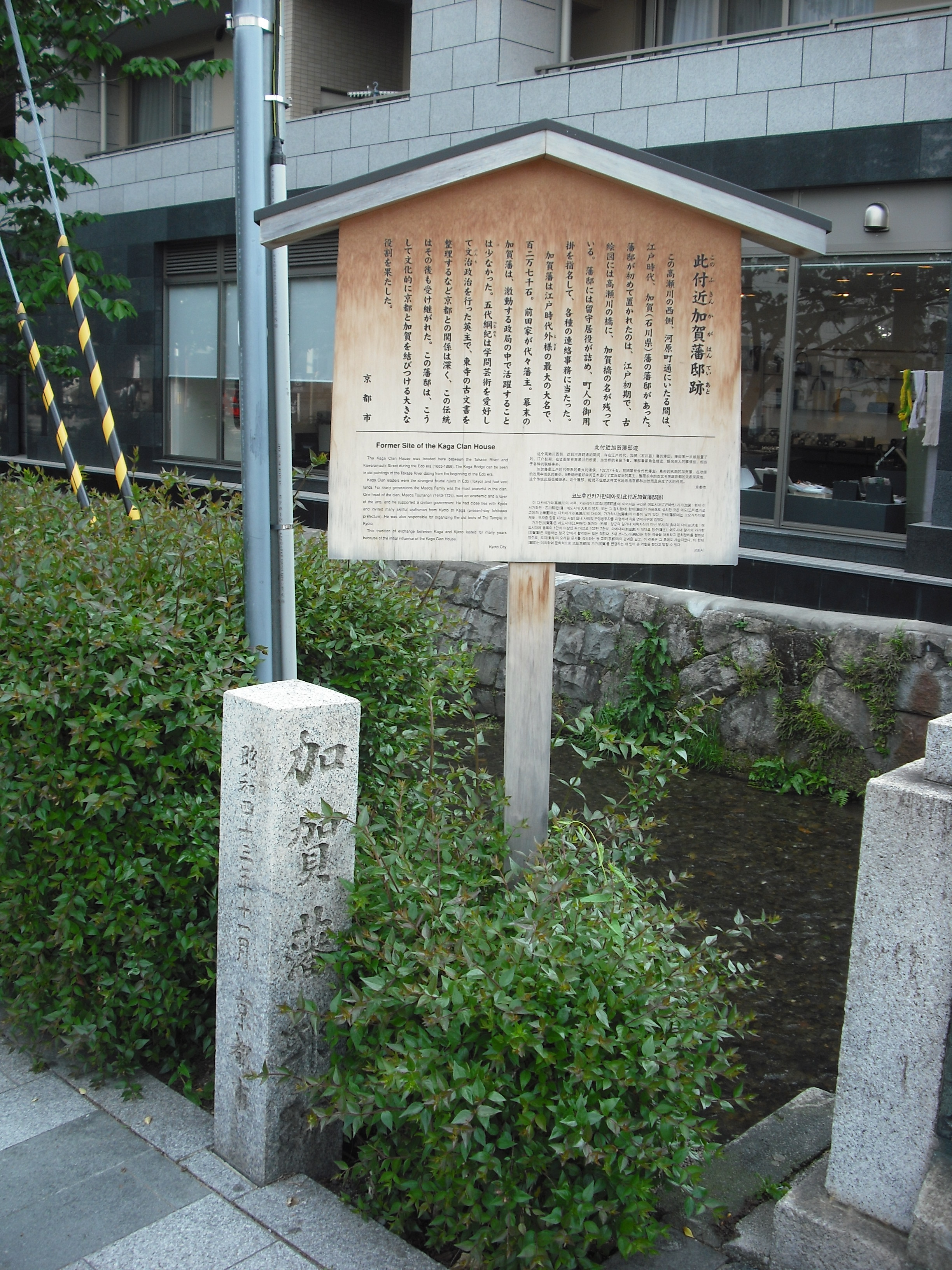
加賀藩邸跡（京都市中京区木屋町御池）

### 前史（桃山以前）
織田信長によって能登1国を与えられていた前田利家が、天正11年（1583年）の賤ヶ岳の戦いの後に羽柴秀吉に降って加賀2郡、さらに天正13年（1585年）には佐々成政と戦った功績によって嫡子・利長に越中のうち射水・砺波・婦負三郡32万石を与えられて、3国にまたがり100万石を領する前田家領の原形が形成された。文禄4年（1595年）には越中の残る新川郡をも加増、重臣の青山吉次が上杉家の越中衆（土肥政繁・柿崎憲家）から天神山城や宮崎城を受け取る。 
慶長4年（1599年）利家の死後、利長に前田家の家督と加賀の金沢領26万7000石を譲られる。 前田家は加賀北部と越中を領する利長と、能登に21万石を領するその弟・利政に分割されたが、総石高は合計83万石に達し、利長は五大老に準ずる役割を果たす（正式に利家の後任で大老になったとの異説もあり。「五大老」も参照）。

### 利長と関ヶ原
慶長5年（1600年）の関ヶ原の戦いに際し利長が東軍、利政が西軍に分かれ（異説あり）、戦後に利政は所領を没収された。かわりに利長が利政の旧領と加賀南部の西軍大名の旧領（丹羽長重の小松12万石と山口宗永の大聖寺6万3000石）を授けられ、加能越3か国に及ぶ所領（加賀に能美郡白山麓の幕府直轄領あり）を獲得した。利長は領内の再検地を行ない実高の高直しを実施した。 
寛永8年（1631年）、将軍・徳川家光は2代・利常（利長の弟）の行動を疑い「前田征伐」を計画するが、横山康玄に陳述させ、利常も自ら長子・光高と共に江戸に出て供従の意思を示すことで収めた（寛永の危機）。寛永11年（1634年）8月には、家光から利常に発給された領知朱印状により、加賀・越中・能登の三国内での表高119万2760石が確定する。

### 加賀百万石の確定
寛永16年（1639年）に利常が隠居するとき、次男・利次、三男・利治を取り立てて支藩とし、越中富山藩10万石と加賀大聖寺藩7万石（10万石）をそれぞれ分与したので、102万5000石となる。支藩（別家）として他に前田利孝（利長の弟・利常の兄）を祖とする上野七日市藩1万石がある。
宝暦9年（1759年）には火事で金沢城の本丸を始め1万5千軒余りが炎上、幕府より5万両を借用して復興にあたる。
寛政4年（1792年）藩校・明倫堂、経武館が完成する。
利常の時代に支配機構の整備が行われて藩体制が確立した。利常の孫・綱紀は、学者の招聘につとめ学問を振興した名君として名高く、兼六園は綱紀の時代に造営された。
幕末の大政奉還時は将軍・徳川慶喜を支持したが、旧幕府軍が鳥羽・伏見の戦いに敗北した後、方針を改めて新政府の北陸鎮撫軍に帰順。海防に関心が深く独自の海軍を有し、維新後は海軍に多くの人材を輩出したといわれる。
明治4年（1871年）廃藩置県によって金沢県となり、まもなく新川県・大聖寺県と合併して旧3国に広がる石川県を構成。明治16年（1883年）旧越中4郡が分かれて富山県が設置され、現在の石川県の領域が確定した。
明治17年（1884年）の華族令により旧藩主前田家は侯爵家となった。

## 歴代藩主
※官位は初官位と終官位（贈官位含まず）
前田家
1. 利長　従五位下肥前守→従三位権中納言
2. 利常　従四位下侍従筑前守→従三位権中納言肥前守
3. 光高　正四位下左近衛権少将筑前守
4. 綱紀　正四位下左近衛権少将加賀守→参議→従三位肥前守
5. 吉徳　正四位下左近衛権少将若狭守→左近衛権中将加賀守→参議
6. 宗辰　正四位下左近衛権少将佐渡守→左近衛権中将加賀守
7. 重煕　従五位下但馬守→正四位下左近衛権少将加賀守→左近衛権中将
8. 重靖　従五位下上総介→正四位下左近衛権少将加賀守
9. 重教　正四位下左近衛権少将加賀守→左近衛権中将肥前守
10. 治脩　正四位下左近衛権少将加賀守→左近衛権中将→従三位参議
11. 斉広　正四位下左近衛権少将筑前守→左近衛権中将加賀守・肥前守
12. 斉泰　正四位下左近衛権少将若狭守→左近衛権中将加賀守→参議→正二位権中納言肥前守
13. 慶寧　正四位下左近衛権少将筑前守→正四位上左近衛権中将→参議→従三位

なお利常以降、松平の称号（名字）を与えられ名乗った。諸大名の中で、当主は「加州殿」ではなく加州侯と、公卿の格式を表す侯を付した。

## 家臣
加賀藩の直臣は、人持組頭、人持組、平士、足軽に大別される。人持組頭は別名を加賀八家（かがはっか）、あるいは前田八家ともいい、いずれも1万石以上の禄高を持ち、藩の重臣として藩政に関わった。人持組は、時に家老などの重職に就くこともあり、高禄の者は1万石以上、少ない方では1000石程度の禄高で約70家が存在した。

### 人持組頭（加賀八家）
- 本多家（5万石）筆頭家老、維新後男爵。家紋は丸ノ内立葵。
初代本多政重（はじめ直江勝吉を称す）は徳川家康の謀臣本多正信の次男で大谷、宇喜多、福島家等、豊臣恩顧の大名家に潜り込んだ後、関ヶ原後に上杉景勝の重臣直江兼続の養子となって家中に潜りこんだが、更に上杉家から前田家の筆頭家老となった。
本多政重 - 政長 - 政敏 - 政質＝政昌（政質の弟）＝政行（政長四男政冬の子） - 政成 - 政礼 - 政和 - 政通＝政均（政通の弟） - 政以。
- 長家（鹿島郡3万3000石） 維新後男爵。家紋は銭九曜。
能登の在地勢力であり、畠山七人衆として知られた能登畠山氏旧臣。利家が能登を領して以来、臣従する。
長連龍 - 連頼 - 元連 - 尚連＝高連（尚連弟連房の子） - 善連＝連起（高連弟連安の子） - 連愛＝連弘（本多政礼次男、連愛外孫、黒羽織党首） - 連恭＝成連（連恭弟）。
- 横山家（金沢城代[8]、富山城代3万石・国家老） 維新後男爵。家紋は丸ノ内万字。
前田利長に仕え、賎ケ岳の戦で戦死した横山長隆を祖とする。利長が家督を継ぐと共に、利長の直臣から前田宗家の家臣に編入された。
横山長隆 - 長知 - 康玄 - 忠次 - 玄位＝任風（玄位の弟）＝貴林（奥村悳輝の三男） - 隆達 - 隆従 - 隆盛 - 隆章 - 隆貴 - 隆平（祖父隆章の嫡孫承祖）
- 前田対馬守家（越中守山城代1万8000石・藩主一門）　維新後男爵。家紋は角ノ内梅鉢。
尾張前田同族の別家（元はこちらが本家筋ともいう）。初代前田長種の妻は利家の長女幸。
前田長種 - 直知 - 直正 - 孝貞 - 孝行 - 孝資 - 孝昌 - 孝友 - 孝本 - 孝中＝孝敬（分家前田孝備の子）。
- 奥村宗家（末森城代、金沢城代など1万7000石） 維新後男爵。家紋は丸ノ内九枚笹。
奥村家は尾張前田家代々の譜代の臣。奥村永福が祖。
奥村永福 - 栄明 - 栄政 - 栄清 - 時成 - 有輝＝有定（横山貴林の子）＝修古（奥村温良の子） - 栄輇＝尚寛（奥村隆振次男） - 栄実 - 栄親＝栄通（奥村質直八男） - 栄滋。
- 村井家（松根城代1万6500石余） 維新後男爵。家紋は丸ノ内上羽蝶。
利家の尾張時代からの臣・村井長頼が祖。当初七家だった人持組に後から村井家が加わり、以降八家と称される。
村井長頼 - 長次＝長光（織田有楽斎の長男長孝の四男） - 長朝 - 親長＝長堅（前田孝行五男）＝長穹（前田孝資三男） - 長世 - 長道＝長貞（奥村質直七男）＝長在（前田孝保次男）。
- 奥村分家（1万2000石・留守居役） 維新後男爵。家紋は丸ノ内九枚笹。
奥村永福の次男易英を祖とする。
奥村易英 - 和忠 - 庸礼 - 悳輝 - 明敬＝温良（明敬弟） - 保命＝易直（保命弟）＝煕殷（易直弟）＝成象（奥村忠順の子）＝隆振（横山貴林の子） - 質直 - 惇叙 - 直温 - 篤輝＝則友（惇叙三男）。
- 前田土佐守家（小松城代1万1000石・藩主一門） 維新後男爵。家紋は木瓜ノ内梅鉢。
前田利家の没後に能登一国を与えられた二男・前田利政を祖とする。利政は関ヶ原の戦いで西軍に加担した疑いで改易されたが、利家の正室・芳春院の奔走でその嫡男が召しだされた。宗家では断たれた芳春院の血筋を伝えることから家格（筆頭家老とは別のもの）は八家筆頭とされたが、石高は逆に八家最小である。
前田利政（利家の二男）- 直之 - 直作 - 直堅 - 直躬 - 直方 ＝ 直時（直方四男直養の子）- 直良 ＝ 直会（13代藩主斉泰の八男）＝ 直信（直良長男）。

外部リンク
- 前田家重臣系図

### 主な人持組
- 今枝家（1万4000石・家老）
今枝重直に始まり、今枝直方らを輩出した。維新後男爵。家紋は四ッ俵。蓮華寺 (京都市左京区) も参照。
今枝重直＝直恒（日置忠勝の五男）－近義＝直方（日置忠治の三男）＝直道（前田知久の次男）＝直郷（前田孝資の次男）－易直－直寛＝易良（直寛の弟）－直応－直邦
- 津田家（1万石・家老）
元豊臣秀次の家臣で慶長14年（1609年）に前田家に仕えた津田正勝を祖とする。幕末の藩主側近であった津田正邦が維新後、斯波に改姓して斯波蕃と名乗り男爵。家紋は片喰。
津田正勝－正忠－正真－中務－孟昭－敬脩－将順＝正昭－政本－正矩＝正直＝正行＝正邦
- 横山家（神谷家）
神谷家と横山家の二重当主家。神谷家は加賀八家制定以前の人持組頭。人持組頭横山家初代・横山長隆の長男・長秀の跡を継いだ横山長知の三男・長治が、後に神谷守孝の婿となり、前田利常の意向により名字を神谷に改めた[9]。ただし長治は守孝とは別に知行1万石を受けている。守孝の遺知を拝領した長治の長男・長昌も前田利常の意向により神谷姓に改めたが、父・長治の遺知を相続する際に神谷姓を弟・隆正に譲り横山姓に復した[10]。家紋は角ノ内万字。
神谷守孝＝神谷長治（横山長治。横山長知の三男）－神谷長昌（後に横山姓に復姓 →横山外記家へ）＝神谷隆正（長昌の弟）
- 横山蔵人家（1万石・家老）
横山長知の三男・長治（通称 式部）が神谷守孝の婿となる際に神谷長治と名乗ったが、その四男・正完（あるいは正房）が長男・長昌とは別に慶安元年（1648年）に新知拝領により出仕、その後加増され1万石となった。家紋は角ノ内万字[9]。
横山正完（あるいは正房。横山長治四男）－正武＝正従（横山長元の子）＝政礼（横山貴林の子）－政寛－政孝－政和
- 本多図書家（1万石・家老）
本多政長の四男本多政冬が初代。家紋は丸ノ内本ノ字。
本多政冬－政恒＝政康－政養＝政守
- 成瀬掃部家（8000石）
徳川家臣成瀬正成の弟吉政（吉正）は17歳で徳川家を出奔、浅野幸長、小早川秀秋家臣を経て、利常に仕える。家紋は丸ノ内片喰。
成瀬吉政－當胤－當隆－當廣－當延－當昆－當義－當職－主計
- 青山将監家（17000石 - 9700石 - 7650石）
青山吉次（妻は利家の姪）以降、魚津城代を4代務める。家紋は丸ノ内蔦。
青山吉次－長正（長次）－正次－吉隆－吉益－長貞－勇次－隼人－知次－成次－悳次－孝次
- 寺西要人家（7000石）
旧織田家臣で加賀松任城代を務めた寺西秀則が初代。家紋は丸ノ内九枚笹。
寺西秀則－孫七郎－秀勝－秀賢－秀行－秀里－秀重－秀清－秀蔵－秀祖－秀一－秀詮－要人
- 前田図書家（7000石・藩主一門）
前田利家の六男利貞が初代。家紋は角ノ内梅鉢。
前田図書利貞－貞里－貞親－貞直－貞幹－貞一一貞道－外記－貞事－貞発－又勝
- 前田織江家（7000石・藩主一門）
前田長種の次男長時が初代。家紋は菊一文字。
前田長時－長重－長成－長則－長治=長澄－道柯－道済－道章－道益－道貞
- 前田修理家（6000石・藩主一門）
前田利家の三男知好（一族の前田利好の名跡を継いだ）が初代。家紋は亀甲ノ内梅鉢。
（前田安勝－利好－）前田知好－好次－知辰－知臣－知頼－知久＝知定－知周－知故－知足－三九郎
- 山崎庄兵衛家（5500石）
越前朝倉家旧臣の山崎長徳を祖とする。家紋は小槌。
山崎長徳－長国－長郷－長常（光式）－長応－長治－長質－新佐衞門－由明－右源－長廸－文質=長恒=範古－
- 多賀数馬家（4000石 - 6000石 - 5300石 - 4300石 - 5000石）
堀秀政の実弟多賀秀種が初代。家紋は片喰。直昌は隠居し茶道宗和流8代を継承した。
多賀秀種－秀誠－直定－直秀－直方－方清－直房－直清－直昌－直良（数馬）
- 玉井頼母家（5000石）
支藩の大聖寺藩の筆頭家老であったが、大聖寺藩の経費削減に伴い本藩に帰された。家紋は五徳。
玉井頼母－貞直－市正－貞信=貞衛=貞通－監物－貞矩－頼母
- 伴八矢家（5000石）
織田家臣伴無理兵衛の子、伴長之を祖とする。家紋は三巴。
伴長正－八矢－八矢－長 －方 －方平－八矢－八矢－方至－方義
- 中川八郎右衛門家（5000石）
前田利家の次女蕭の夫中川光重を祖とする。光重の祖父織田刑部大輔は織田信長の叔父信次の孫とされる。家紋は片喰。
中川光重＝重勝＝長種－長輝－長定－惟忠－寄忠－顕忠－典義－宮内
- 深美縫殿助家（4500石）
堀田正盛の旧臣深美秀剰が初代。家紋は内ノ内十文字。
深美秀剰－秀直－秀久－秀胤－秀豊－秀曜－隼人助－尚典
- 不破彦三家（4500石）
府中三人衆で前田利家の同輩であった不破光治の嫡男・直光を祖とする。家紋は三巴。
不破直光－光昌－勝次－為貞－為像－兵庫－直廉（高像）=為章－為周=為貴－為儀
- 西尾隼人家（4300石）
豊臣秀次の家臣西尾光昌の子西尾長昌が初代。家紋はクシ形松。
西尾長昌－政親－長頼－長孝－長宗=長恒(長道の子)－明岐－明義－明麗－明精
- 大音帯刀家（4300石）
利家越前時代に家臣となり、各合戦や主に能登方面で政治活動を行った、能登小丸山城代大井直泰と、その子で、幾多の合戦に活躍し、魚津郡代なども務めた大音厚用（大音主馬）を祖とする。厚用は養子に利家三男の知好の長男好次を迎えた。家紋は丸ノ内志ノ古文字。
大音厚用=好次－好政－好正－補道－厚固－厚曹－厚績－好直－厚崇－鉄男－厚義－厚成
- 篠原織部家（4000石）
篠原一孝の義弟篠原長次が初代。家紋は三巴。
篠原長次－長経－長栄－幸昭－保之－得寿－忠貞－忠意－忠篤
- 松平大弐家（4000石）
三河伊保城主松平康元の子で、大坂の陣にて武者奉行を務めた康定を祖とする。家紋は井桁。
松平康定－康浄－太郎左衛門－康孝－康英－康満－康済－康風－康保－康祥－康永－康職=康正=康蕃
- 前田兵部家（4000石・藩主一門）
前田利意の子誠明が初代。家紋は五七ノ桐。
前田誠明－孝起－孝章－孝博－純孝－孝義－孝事－孝享－孝友－以孝
- 竹田掃部家（3530石）
横山長知の家臣であった竹田忠明の子忠次が藩主利常に小姓として登用され、後累進して、人持組となる。家紋は抱柏葉。
竹田忠次－忠隆－忠恒－忠徳－忠如－忠順－忠周－忠順
- 横山外記家（3500石）
横山長隆の長男長秀を祖とする。家紋は三巴ノ内万字。上記の横山家（神谷家）も参照。これが横山家の本家筋である。
横山長秀＝横山（神谷）長治－横山（神谷）長昌（式部）＝氏従（常知・治之）－長元－昌行－政賢－隆之
- 前田将監家（3400石・藩主一門）
前田直知の四男恒知が初代。家紋は三釘貫ノ内二ッ引通。
前田恒知－恒長－恒秦－恒篤－恒箇－恒固－孝弟－孝備－
- 三田村左京家（3300石）
浪人であった三田村定長は娘の町が綱紀の側室となった縁で100人扶持となる。町は5代藩主吉徳の生母となり、その弟孝言は吉徳の叔父として人持組4000石に登用された。孝言は刃傷事件を起こして知行召上となり、改めてその子定保が3000石を与えられる。家紋は鶴ノ丸。
三田村定長＝監物（主計）－定敬（孝信）－定昌－定保－刑部－貞徳
- 菊池十六郎家（3200石）
佐々成政の家臣で阿尾城主であった菊池武勝が初代。利家の調略で前田家の家臣となる。家紋は丸ノ内石畳。
菊池武勝－安信＝大学－武直＝武康[11]－武包－武敏－武富－武修－建亮－武昭－十六郎－弥八郎－三郎－武伊
- 生駒勘右衛門家（5000→3000石）
織田信長・豊臣秀吉・豊臣秀次・織田秀雄と仕えた生駒直勝（室は秀雄の妹）が関ヶ原の合戦後に浪人し、前田利長に招かれた。家紋は五三ノ桐。
生駒直勝－直義=直方－直政－直武－直敬－右近－義知
- 前田内蔵助家（3000石・藩主一門）
前田孝貞の子孝和が初代。家紋は六角ノ内梅鉢。
前田孝和－孝情－孝尚－孝敬－孝寧－孝保－孝錫
- 前田式部家（3000石・藩主一門）
前田利意の子孝效が初代。家紋は折敷ノ内桐。
前田孝效－矩豊－孝慈－孝始－矩正－国規－規遠
- 篠原監物家（3000石）
藩祖利家の正妻芳春院の実家である篠原家の縁者、篠原一孝（妻は利家の姪）に始まる。利長の時代には奥村・横山と執政を務めたが知行の分割で石高を減らした。一時岩松の代断絶するが後名跡継がれる。家紋は三巴。
篠原一孝－一次(出羽)－岩松=重一(重孝)－一致－一脩－一輝－一定－一公一清－一進－一精－一貞
- 前田監物家（3000石・藩主一門）
七日市藩主・前田利孝の三男寄孝が初代。家紋は丸ノ内立葵。
前田寄孝－察孝（孝之）－孝恒－忠孝－孝信－孝恭－道孝－孝亮－孝成－孝連－孝央
- 永原久兵衛家（3000石）
赤座直保の子孝治が幕府を憚り、藩主・利常の命により改姓。家紋は並三釘貫。
永原孝治－孝好－孝建－孝倍－孝房－将監－大学－孝辰－主税
- 織田左近家（3000石)
織田有楽斎の長男長孝の次男長政が初代。支藩の大聖寺藩に付属せられるが、後に本藩に復帰した。家紋は瓜。
織田長政－織部－信重－信庸－倶秀－益堅－益道－益堅－益興
- 本多主水家（3000石）
本多政長の五男政寛が初代。家紋は角切角ノ内立葵。
本多政辰－政良－政恒－政基－政養
- 品川左門家（3000石）
白川伯王家の神祇伯・参議雅陳王の子が品川雅直（品川左門）と名乗り、以降子孫は加賀藩に仕えた。家紋は五三ノ桐。
品川雅直－直幸－雅武－左膳－武申－景武－武住－蔵人
- 前田兵庫家（2500石・藩主一門）
前田孝行の八男孝覩が初代。
前田孝覩－貞方－孝里－道暘－孝弟－孝備（
- 前田主殿家（2450石・藩主一門）
前田利政の外孫の前田季明（大納言四辻公理の三男重丸）が利家側室隆興院の養子となり2000石で加賀藩士となった。家紋は角切角ノ内梅鉢。
前田季明－季隆－季晃－季陳－実種－某－季栄－季久
- 上坂蔵人家（3000石）
江戸浪人であった上坂景氐の妹浄珠院が5代藩主前田吉徳の側室となり、6代藩主前田宗辰の生母になった縁により、前田吉徳に召抱えられ加賀藩士となる。その後に上坂主鈴家から上坂蔵人家と改める。
上坂景氐－景福－景員－景融－栄次郎－－景純－景充－忠次郎
- 小幡佳太郎家（3000石）
越中椎名家の家老小幡九助の養子九兵衛が祖、息子の右京、利常に1万石でつかえた。                                                                                                                                                                      *:右京－下野－右京－直陳－長頼－通釜－通直－通之－通理
- 伊藤主馬家（3300石 - 2800石）
３代内膳が利常に仕え3300石を与えられた。
甲斐守－掃部－内膳－重正－重澄－正純－時純（正固）－惟純－純祐－正延
- 奥村源左衛門家（3200石 - 2700石）
奥村永富の叔父源左衛門の家系
源左衞門－三郎兵衞－脩運－敬忠－匡之－尚之－主税
- 多賀典膳家（2500石）
初代廉清は本家直方次男であり、本家から2000石を分与され、人持組に列した。後1000石を加増され、3000石になる。
廉清－正直－安定－宗英
- 永原権左家（2500石）
赤座吉家は関ヶ原後とりつぶされ、利長に7000石で仕え、永原に改姓し、家は2代目孝治の二人の息子孝好と孝政に分け与える。
孝政－孝貞－孝之－孝友－孝乗－孝吉－孝成－孝
- 成瀬主税家（2500石） 
吉政の子吉安は3000石を与えられ家がおきた。
吉安－憲政－生直－正生－助太郎－正晴－正順－正喬－左近－正敦－正居
- 篠島欽次郎家（2500石）
篠島宗永は越前の士で利家に仕えて始まる。
宗永－清了（織部）－清政（長政）－清長－清次－清英－定清－清平－清任－清－主馬－謙三郎－清信
- 津田主税家（2500石）                                           
津田勝良は織田信長の孫、織田勝長の子、叔父の織田信雄に仕えた。信雄が関ヶ原で西軍に属して所領を没収されると、寺沢広高に仕えて、400石を与えられたが、慶長7年（1602年）加賀藩に仕官して300石を知行した。
勝良－長政－喬長－信要－兵蔵－信節－伝八郎－主税－信勝－則長
- 富田治部左衛門家（1万600石 - 1万3600石 - 1万石 - 5000石 - 3000石 - 2000石 - 2500石）
元人持組頭。景政の父富田景家は越前朝倉氏に仕えて、剣術の達人であり中條流の本流富田流の家で景政は兄清元から家を継ぎ、前田利家に仕え4000石をあたえられ、後1万石こえ、人持組頭を3代続くが後地行段－減らされ2500石の人持になった。
景政－重政－重家－重康－重次－重持－重員－重経－景和=景周－景煥－治左衞門
- 富田織人家（2400石)
出雲尼子氏支流であり、治大夫は朝倉義景に仕え、二代治大夫、利常に仕えた。
治雄大夫－治大夫－重貞－貞武－貞直－貞章－貞行－左近－貞詳－貞固
- 岡島左膳家（2300石）
岡島一吉は利家に仕え1万1750石を与えられていた。
一吉－一元－長春－一定－采女－一通－一郷－一寧－一和－喜三郎
- 奥村主馬佐家（2200石）
- 奥野右兵衛家（5530石 - 5000石 - 3000石 - 3200石 - 2200石）
興兵衞は蒲生家家臣で息子讃岐は利家に仕え天正12年末森城の合戦後800石与えられた。
讃岐－氏清－氏次－右兵衞－－氏之－氏辰－－
- 葛巻隼之助家（2000石）
陸奥葛巻城城主の子孫だと考えられる。この葛巻氏は工藤氏の一族だと伝えられている。家紋は丸ノ内木爪。
十右衞門－昌俊－重俊－重澄－重長－将監－昌陽－以俊－昌言
- 小幡頼母家（1万950石 - 1万650石 - 2000石）
祖は小幡右京の弟長次ぐで始まる。
長次－内膳－長治－立信－満清－通久－安久－可久－左京－政久－－厚久
- 藤田求馬家（2000石）
恭安以前300石、恭安、綱紀に仕え人持組に格上げ。
安勝－恭安－安貞－安処－弾正－安定
- 佐－木左近大夫家（2050石）
近江守護の六角氏宗家ともされる。初代定治は六角高賢の子で六角家16代当主六角義治の娘婿である。家紋は四ツ目結。
六角定治－定之－定賢－定明－定国－定則－定正－定舒
- 松平敷馬家（2000石）
大弐家分家
康高－右馬助－康英－康雄－康久－康敬－隼人－康〆－康貞－加久丞〆信
- 横山中務家（2000石）
横山長知八男定治が祖
横山定治－
- 永井志津摩家（1750石）
初代庄右衛門は京極氏の家臣で、その妻は5代藩主綱紀の乳母だった。
庄右衛門－安左衛門－正良－正安－伝七郎－正慶－織部－舎人
- 奥村弾正家（1700石）
初代易貞は八家の奥村内膳家の祖奥村易英の次男で2000石を与えられて、人持組に列した。
易貞－忠順－成象－直之－以寧－又十郎
- 大野木良之助家（1650石）
勝巻久俊の次男克明は大野木に改姓し初め250石で仕え、後1650石を受けた。
克明－克寛－克成－隼人－舎人－良之助
- 庄田誠磨家（1600石）
庄田久兵衛は奥村家に仕え息子の一丞は前田綱紀に300石で仕えた。
久兵衛－一丞－孝済－孝正－孝仍（－孝祭－兵庫－致孝－兵庫－栄次郎
- 松平帯刀家（1500石）
大弐家の分家
久兵衞－友康－長康－康歴－興康－康保－久兵衞－帯刀
- 遠田勘右衛門家（250石 - 350石 - 1050石 - 1350石）
遠田重次は利家に仕えて250石を受け、大阪の役で活動する。自省の時代寄合組に昇格し、次代に人持組の家格に昇格。
遠田重次－又右衞門 －重員=自省－自邇－自久－自延
- 原頼母家（1280石）
土岐氏の庶流、九郎兵衛が祖。子の久左衛門が300石で利家に仕えた。
久郎兵衛－久左衛門－元良－五郎左衛門－元昭－元慶－元善
- 関屋一学家（1050石）
政春は美濃国の士で織田氏に仕えて、後500石で前田利常に仕えた。
政春－八丞－政知－政嗣－政恒－政良－政忠－一学
- 本多求馬佐家（1000石）
初代政拳は本家本多政行の次男で天明7年に新地1000石を与えられ、人持末席になる。
政拳－政愛－政道－左膳－周居六－葵
- 勝尾左近家（1000石）
勝尾氏は稲葉良通に仕え、その後前田利長に仕える。
勝尾平左衛門－平左衛門－信重－信 －篤信－信処－吉左衛門－信及－政之助
- 津田弾正家（1000石）
津田玄蕃家の分家、初代義辰は本家正真の弟。
義辰－正堅－正昭

## 藩邸および江戸での菩提寺

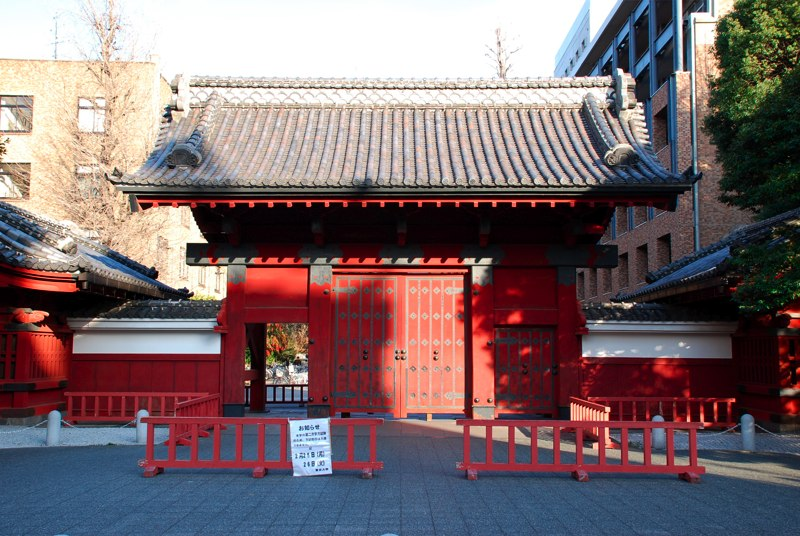
東京大学に現存する赤門は徳川家斉の第二十一女・溶姫が第十二代藩主前田斉泰に輿入れする際に建造された。

江戸藩邸は本郷五丁目に上屋敷（現在の東京大学本郷キャンパス）、染井に中屋敷、深川と板橋に下屋敷があった。また、江戸における菩提寺は文京区向丘日蓮宗高耀山長元寺、下谷の臨済宗大徳寺派円満山広徳寺で支藩の富山藩や大聖寺藩はもちろん、会津藩の保科松平氏や谷田部藩の細川氏なども同寺を江戸での菩提寺にしていた。なお、支藩でも七日市藩は諏訪山吉祥寺を江戸における菩提寺としていた。

## 幕末の領地
- 加賀国
  - 河北郡 - 177村（全域）
  - 石川郡 - 235村（全域）
  - 能美郡のうち - 205村（白山麓18村は幕府領）
- 能登国
  - 羽咋郡のうち - 177村
  - 鹿島郡のうち - 128村
  - 鳳至郡のうち - 229村
  - 珠洲郡のうち - 75村（1村のみ幕府領との相給のほかは全域）
- 越中国
  - 射水郡 - 220村（全域）
  - 礪波郡 - 490村（全域）
  - 新川郡のうち - 409村（他に富山藩との入会地9村が存在）
- 近江国
  - 高島郡のうち - 3村

上記のほか、明治維新後に北見国礼文郡、枝幸郡、宗谷郡を管轄した。